# Galaxy Award (China)
Der Galaxy Award (chinesisch 银河奖, Pinyin yínhé jiǎng) ist die höchstangesehene Science-Fiction-Auszeichnung in China, die im Jahr 1986 von den Magazinen Baum der Weisheit (chinesisch 《智慧树》, Pinyin zhìhuì shù) und Wissenschaftliche Literatur & Kunst (chinesisch 《科学文艺》, Pinyin kēxué wényì) ins Leben gerufen wurde.  Nachdem Baum der Weisheit kurz darauf die Publikation einstellte, wurde die Auszeichnung alleine von Wissenschaftliche Literatur & Kunst organisiert, die im Jahr 1991 in Science Fiction World (abgekürzt SFW, chinesisch 《科幻世界》, Pinyin kēhuàn shìjiè) umbenannt wurde.
Die Art des Preises hat sich über die Jahre verändert und wurde ab dem Jahr 1991 zu einem jährlich vergebene Preis mit verschiedenen Kategorien.
Im September 2016 wurde der 27. Galaxy Award in der Universität für Luft- und Raumfahrt in Beijing vergeben. Im November 2017 wurde der 28. Galaxy Award in Chengdu vergeben.

## Bisherige Gewinner
Zu den Gewinnern des Galaxy Award gehören insbesondere (mehrmals) die im Westen bekanntesten chinesischen Schriftsteller Liu Cixin (bekannt im deutschsprachigen Raum etwa für die Trisolaris-Trilogie, Supernova und Kugelblitz) und Wang Jinkang (bekannt im deutschsprachigen Raum etwa für Die Kolonie), deren Bekanntheit um die Jahrtausendwende dadurch stark vorangetrieben wurde. Einige der mit dem Galaxy Award ausgezeichneten Kurzgeschichten wurden in den Sammlungen Die wandernde Erde und Hold Up the Sky von Liu Cixin sowie den Anthologien Zerbrochene Sterne, Quantenträume und Sinopticon auf Deutsch und Englisch veröffentlicht.
Eine unvollständige Liste der bisherigen Gewinner ist:
1986
- Wu Xiankui, 勇士号冲向台风, yǒngshì hào chōng xiàng táifēng [„Krieger auf dem Weg zum Taifun“] (1985);
- Miao Shi, 不要问我从哪里来, bùyào wèn wǒ cóng nǎlǐ lái [„Frage nicht, woher ich komme“] (1985);
- Kong Liang, 盗窃青春的贼, dàoqiè qīngchūn de zéi [„Der Dieb der Jugend“] (1985);
- Yang Zhipeng, 青春的眷恋, qīngchūn de juànliàn [„Junge Nostalgie“] (1985);
- Wei Yahua, 远方来客, yuǎnfāng láikè [„Ferner Gast“] (1985)

1988–89
- Tan Xiaoke, 在时间的铅幕后面, zài shíjiān de qiān mùhòu miàn [„Hinter dem Vorhang der Zeit“] (1988).

1991
- Tan Li, 太空修道院, tàikōng xiūdàoyuàn [„Weltraumkloster“] (1990)

1992
- He Xi (als He Hongwei), 光恋, guāng liàn [„Leichte Liebe“], zweiter Platz.

1993
- Wang Jinkang, 亚当回归, yàdāng huíguī [„Adam kehrt zurück“] (1992);
- He Xi (als He Hongwei), 电脑魔王, diànnǎo mówáng [„Computer-Teufel“], dritter Platz.

1994
- Wang Jinkang, 天火, tiānhuǒ [„Himmelsfeuer“] (1993) (Spezieller Preis);
- He Xi (als He Hongwei), 平行, píngxíng [„Parallel“] (1993);
- Xing He, 朝圣, cháoshèng [„Pilgerfahrt“] (1993).

1995
- Wang Jinkang, 生命之歌, shēngmìng zhī gē [„Das Lied des Lebens“] (1994) (Spezieller Preis);
- Wu Yan, 沧桑, cāngsāng [„Wechselfälle“] (1994);
- Han Jianguo, 泪洒鄱阳湖, lèi sǎ póyáng hú [„Tränen am Poyang-See“] (1994).

1996
- Xing He, 决斗在网络, juédòu zài wǎngluò [„Duell im Internet“] (1995) (Spezieller Preis);
- Wang Jinkang, 西奈噩梦, xīnài èmèng [„Sinai-Alptraum“] (1995);
- Su Xuejun, 火星尘暴, huǒxīng chénbào [„Marsianischer Staubsturm“] (1995).

1997
- Lu Yang, 黑洞之吻, hēidòng zhī wěn [„Kuss des schwarzen Loches“] (1996) (Spezieller Preis);
- Wang Jinkang, 七重外壳, qīchóng wàiké [„Sieben Muscheln“] (1996);
- Zhao Haihong, 桦树的眼睛, huàshù de yǎnjīng [„Augen der Birken“] (1996).

1998
- Wang Jinkang, 豹, bào [„Leopard“] (Spezieller Preis) (1997);
- Zhou Yukun, 会合第十行星, huìhé dì shí hángxīng [„Begegnung mit dem zehnten Planeten“] (1997);
- Ling Chen, 猫, māo [„Katze“] (1997).

1999
- Zhao Haihong, 伊俄卡斯达, yīékǎsīdá [„Jocasta“] (1998) (Spezieller Preis);
- Liu Cixin, 带上她的眼睛, dài shàng tā de yǎnjīng [„Mit ihren Augen“, auf Deutsch erschienen in der Kurzgeschichtensammlung Die wandernde Erde, ISBN 978-3-453-31924-0] (1998);
- He Xi (als He Hongwei), 异域, yìyù [„Exotisch“] (1998).

2000
- Liu Cixin, 流浪地球, liúlàng dìqiú [„Die wandernde Erde“, auf Deutsch erschienen in der Kurzgeschichtensammlung Die wandernde Erde, ISBN 978-3-453-31924-0]  (1999) (Spezieller Preis);
- Li Xingchun, 橱窗里的荷兰赌徒, chúchuāng lǐ de hélán dǔtú [„The Dutch Gambler in a Glass Case“] (1999);
- He Xi, 爱别离, ài biélí [„Liebe ist vorbei“] (1999).

2001
- Liu Cixin, 全频带阻塞干扰, quán píndài zǔsè gānrǎo [„Rocken auf ganzer Frequenz“] (2000);
- Wang Jinkang, 替天行道, tì tiān xíngdào [„Um Gottes Willen“] (2000);
- Pan Haitian, 大角，快跑, dàjiǎo, kuài pǎo [„Klaxon Sounds, Swift Retreat“] (2000);
- Zhao Haihong, 蜕, tuì [„Exuviation“] (2000);
- Wang Yanan, 盗墓, dàomù [„Grabräuber“] (2000).

2002
- He Xi, 六道众生, liùdào zhòngshēng [„Sechs fühlende Wesen“] (2001);
- Liu Cixin, 中国太阳, zhōngguó tàiyáng [„Die Sonne Chinas“, auf Deutsch erschienen in der Kurzgeschichtensammlung Die wandernde Erde, ISBN 978-3-453-31924-0]  (2001);
- Wang Jinkang, 水星播种, shuǐxīng bōzhòng [„Merkuraussaat“] (2001);
- Shake Space, 马姨, mǎ yí [„Tante Ma“] (2001);
- Yang Mei, 日光镇, rìguāng zhèn [„Sonnenstadt“] (2001).

2003
- He Xi, 伤心者, shāngxīn zhě [„Der Herzgebrochene“] (2002);
- Liu Cixin, 地球大炮, dìqiú dàpào [„Erdkanone“, auf Deutsch erschienen in der Kurzgeschichtensammlung Die wandernde Erde, ISBN 978-3-453-31924-0]  (2002);
- Luo Longxiang, 寄生之魔, jìshēng zhī mó [„Der Teufel der Biologie“] (2002) (Neulingsauszeichnung);
- La La, 春日泽·云梦山·仲昆, chūnrì zé·yúnmèng shān·zhòngkūn [„Frühlingssee · Berg Yunmeng · Zhongkun“] (2002) (Neulingsauszeichnung).

2004
- Liu Cixin, 镜子, jìngzi [„Spiegel“] (2003);
- Xia Jia, 关妖精的瓶子, yuān yāojing de píngzi, veröffentlicht im April 2004 in Science Fiction World
- Qian Lifang, 天意, tiānyì [„So Gott will“] (2003).
- Beliebtester ausländischer Schriftsteller: Lois McMaster Bujold.

2005
- Liu Cixin, 赡养人类, shànyǎng rénlèi [„Die Versorgung der Menschheit“, auf Deutsch erschienen in der Kurzgeschichtensammlung Die wandernde Erde, ISBN 978-3-453-31924-0]  (2004);
- He Xi, 天生我材, tiānshēng wǒ cái [„Innate Talent“] (2004);
- Xie Yunning, 深度撞击, shēndù zhuàngjí [„Tiefe Wirkung“] (2004) (Neulingsauszeichnung);
- Beliebtester ausländischer Schriftsteller: Douglas Adams.

2006
- Liu Cixin, 三体, sān tǐ [„Die drei Sonnen“, wörtlich: „Drei Körper“] (2005);
- Wang Jinkang, 终极爆炸, zhōngjí bàozhà [„Ultimative Explosion“] (2005);
- Chang Jia, 昆仑, kūnlún [„Kunlun-Berge“] (2005);
- Beliebtester ausländischer Schriftsteller: Robert J. Sawyer.

2007
- La La, 永不消失的电波, yǒng bù xiāoshī de diànbō [„The ewige elektrische Welle“] (2006);
- Chang Jia, 674号公路, 674 hào gōnglù [„Highway 674“] (2006);
- Luo Longxiang, 在他乡, zài tāxiāng [„In einem fremden Land“] (2006);
- Beliebtester ausländischer Schriftsteller: Neil Gaiman.

2008
- Chang Jia, 扶桑之伤F, fúsāng zhī shāng [„Wunde von Fusang“] (2007);
- Xia Jia, 永夏之梦, yǒng xià zhī mèng [„Traum vom ewigen Sommer“] (Veranstaltungsort unbekannt, 2007);
- Wang Jinkang, 活着, huózhe [„Lebendig“] (2007);
- Beliebtester ausländischer Schriftsteller: Neil Gaiman.

2009
- Jiang Bo, 时空追缉, shíkōng zhuī jī [„Raumzeitverfolgung“] (2008);
- Wang Jinkang, 有关时空旅行的马龙定律, yǒuguān shíkōng lǚxíng de mǎlóng dìnglǜ [„Marlons Gesetz von Raumzeitreisen“] (2008);
- He Xi, 十亿年后的来客, shí yì nián hòu de láikè [„Der Reisende von in einer Billionen Jahren“] (2008);
- Beliebtester ausländischer Schriftsteller: George R R Martin.

2010
- Liu Cixin, 死神永生, sǐshén yǒngshēng [„Jenseits der Zeit“, wörtlich „Gott des Todes lebt ewig“] (2009);
- He Xi, 人生不相见, rénshēng bù xiāngjiàn [„Kein Anzeichen für Leben“] (2009);
- Beliebtester ausländischer Schriftsteller: George R R Martin.

2011
- Wang Jinkang, 与吾同在, yǔ wú tóng zài [„Wir zusammen“] (2011) (Großer Preis);
- Chen Qiufan, 无尽的告别, wújìn de gàobié [„Unendliche Abschiede“], veröffentlicht im November 2011 in Science Fiction World
- Yin Kemi, 雷峰塔, léi fēng tǎ [„Leifeng-Pagode“], veröffentlicht im Dezember 2011 in Science Fiction World
- Liu Shuiqing, 第九站的诗人, dì jiǔ zhàn de shīrén [„Poet der neunten Stufe“], veröffentlicht im September 2011 in Science Fiction World
- Beliebtester ausländischer Schriftsteller: Paolo Bacigalupi.

2012
- Zhang Ran, 以太, yǐtài [„Äther“] (2012);
- He Xi, 汪洋战争, wāngyáng zhànzhēng [„Krieg auf dem Ozean“], veröffentlicht im Februar 2012 in Science Fiction World
- Baoshu, 在冥王星上我们坐下来观看 zài míngwángxīng shàng wǒmen zuò xiàlái guānkàn [„Auf Pluto sitzen wir und schauen“] (Veranstaltungsort unbekannt, 2012);
- Beliebtester ausländischer Schriftsteller: David Brin.

2013
- Wang Jinkang, 掏出母宇宙, tāochū mǔ yǔzhòu [„Flucht aus dem Mutteruniversum“] (2013);
- Zhang Ran, 起风之城, qǐ fēng zhī chéng [„Die windige Stadt“] (2013);
- Jiang Bo, 梦醒黄昏, mèng xǐng huánghūn [„Erwachen bei Dämmerung“], veröffentlicht im September 2013 in Science Fiction World
- A Que, 收割童年, Shōugē Tóngnián [„Kindheit ernten“]
- Han Song, 老年时代, lǎonián shídài [„Hohes Alter“]
- Beliebtester ausländischer Schriftsteller: Ken Liu.

2014
- Keine Langform-Auszeichnung;
- Zhang Ran, 大饥之年, dà jī zhī nián [„Jahr der großen Hungersnot“] (Veranstaltungsort unbekannt, 2014);
- Baoshu, 人人都爱查尔斯, rénrén dōu ài chá'ěrsī [„Alle lieben Charles“], veröffentlicht im September 2014 in Science Fiction World
- Beliebtester ausländischer Schriftsteller: Ken Liu.

2016
- Bester Roman
  - Tian Nian von He Xi
- Spezieller Teilnahmeaward
  - Yang Xiao

- Bester Roman
  - Herz der Galaxie III: Jagd von Schatten und Licht, von Jiang Bo

- Beste Kurzgeschichte
  - Tian Tu (Himmelskarte) von Wang Jinkang
  - Amorville von Bella Han
  - Die Geschichte vom Wolkenwal von A Que
- Beste Novelette
  - Die zurückgebliebenden Herzen von Gu Di
  - Wald des Todes von Peng Chao

2017
- Beste Kurzgeschichte
  - He Xi, 浮生, fúshēng (“Schwebendes Leben”)
  - Xia Jia, 铁月亮, yiě yuèliàng (“Eisenmond”)
  - Gu Shi, 莫比乌斯时空, mò bǐ wū sī shíkōng (Die Möbius-Raumzeit, auf Deutsch erschienen in der Kurzgeschichtensammlung Quantenträume, ISBN 978-3-453-31904-2)
  - A Que, 云鲸记, yún jīng jì [„Wolkenwal“]

2019
- Bester Roman
  - The Door of the Machine, Jiang Bo (Sichuan Science and Technology Publishing)
- Beste Novelle
  - Brain Gambling, Gu Shi
- Beste Kurzgeschichte (tie)
  - Kong Xinwei, 大地的年轮, dàdì de nián lún (“Die Wachstumsringe der Erde”)
  - Baoshu, 成都往事, chéngdū wǎngshì (“Vergangenheit von Chengdu”)
  - A Que, 宋秀云, sòng xiùyún (“Song Xiuyun”)
- Bester Neuling
  - Yang Wanqing
- Bester übersetzter Roman
  - Drachenei, Robert L. Forward, übersetzt von Hu Shu
- Bester Webroman
  - Tod auf dem Mars, Tian Rui
- Best Related Book
  - In anderen Welten: Science Fiction und Menschen Vorstellung, Margaret Atwood (Henan University Press)
- Best Original Book[5]
  - Defekte Produkte (残次品), priest, Jiangsu Fenghuang Literature and Art Publishing House
  - Fremde (异乡人), E Bojue(E伯爵), Sichuan Science & Technology Publishing House Company